# Lovča, Slovacia
Lovča este o comună slovacă, aflată în districtul Žiar nad Hronom din regiunea Banská Bystrica. Localitatea se află la altitudinea de 242 m deasupra n.m., se întinde pe o suprafață de 10,44 km2 și în 2017 număra 672 de locuitori.

## Istoric
Localitatea Lovča este atestată documentar din 1278.

## Demografie
| An:                | 1994 | 2004   | 2014   | 2024   |
| ------------------ | ---- | ------ | ------ | ------ |
| Număr de persoane: | 742  | 706    | 695    | 679    |
| Diferență:         |      | −4,85% | −1,55% | −2,30% |

| An:                | 2023 | 2024   |
| ------------------ | ---- | ------ |
| Număr de persoane: | 683  | 679    |
| Diferență:         |      | −0,58% |